# Leathürbitch
Leathürbitch ist eine US-amerikanische Metal- und Rock-Band aus Portland, Oregon, die 2015 unter dem Namen Leathürwitch gegründet wurde.

## Geschichte
Die Band wurde im Winter 2015 von dem Gitarristen Patrick Sandiford und dem Schlagzeuger Meshach Babcöck im Südosten Portlands unter dem Namen Leathürwitch gegründet, ehe der Name durch Sandiford abgeändert wurde. Der Bandname geht auf das im Jahr 1981 von Mötley Crüe gegründete Label Leathür Records zurück. Es folgte ein erstes Demo, das drei Lieder enthält, wodurch die zum Quartett angewachsene Gruppe ihre Bekanntheit steigern konnte. Die Band nahm daraufhin eine selbstbetitelte aus fünf Liedern bestehende EP auf. Die Veröffentlichung fand 2018 bei Rapidfire Records (Kompaktkassette), High Roller Records (Schallplatte) und Divebomb Records (CD) statt. Zudem wurden Auftritte sowohl in Oregon als auch in Seattle und Chicago abgehalten. Im Mai 2018 nahm die Gruppe am Festival Legions of Metal in Chicago teil. 2019 erschien bei High Roller Records das Debütalbum Into the Night. Der Tonträger war von Charlie Koryn im The Underworld Studio aufgenommen und abgemischt und von Joel Grind von Toxic Holocaust gemastert worden.

## Stil
Laut der Bandbiografie auf hrrecords.de wurde die Band durch den Glam Metal der 1980er sowie durch Bands wie Crimson Glory, Kiss, Metal Church, Agent Steel, X Japan, Loudness, Accept, Nazareth und Piledriver beeinflusst. Die Gruppe sieht sich in einer Reihe mit Keel und Savage Grace. divebombrecords.com gibt an, dass die Band durch Anthrax zu Zeiten von Neil Turbin, Savage Grace und Loudness beeinflusst wurde. Die Band selbst bezeichne ihre Musik als „Sleaze Speed Metal“. Ludwig Krammer vom Rock Hard schrieb in seiner Rezension zu Into the Night, dass hierauf eine Mischung aus Sleaze Rock und Speed Metal zu hören ist. Besonders fiel ihm der Gesang auf, der häufiger „neben der Spur liegt“. Gelegentlich stellte er auch klangliche Parallelen zur New Wave of British Heavy Metal fest. Im Interview mit Krammer in derselben Ausgabe gab Sebastian da Silva an, dass die Band gegründet wurde, um Bands wie Ratt, Mötley Crüe und TNT nachzueifern. Der von Krammer im Internet gefundenen Aussage, dass die Band-Optik wie eine Kreuzung aus Spın̈al Tap und Aschenputtel wirke und die Musik wie eine Mixtur aus Raven und Ratt klinge, stimmte er zu, nur dass sie etwas rauer als Aschenputtel aussehen würden. Dominik Rothe von Metal.de ordnete das Album dem Speed Metal zu, wobei des Öfteren auch Elemente aus dem Glam Rock verarbeitet würden. Insgesamt seien jedoch der Gesang zu monoton und die Riffs zu simpel.

## Diskografie
- 2018: Leathürbitch (EP, Rapidfire Records/High Roller Records/Divebomb Records)
- 2019: Into the Night (Album, High Roller Records)